# San Roque (Philippines)
Pour les articles homonymes, voir San Roque.
San Roque est une localité de la province de Samar du Nord, aux Philippines. En 2015, elle compte 30 580 habitants.